# Montlhéry
Montlhéry  [mɔ̃leʁi] je francouzské město v departementu Essonne, v regionu Île-de-France, 24 kilometrů jihozápadně od Paříže.

## Geografie
Sousední obce: Nozay, La Ville-du-Bois, Longpont-sur-Orge, Marcoussis a Linas.

## Vývoj počtu obyvatel
Počet obyvatel

## Osobnosti města
- Guillaume-Thomas Raynal, spisovatel
- Philippe de Noailles, šlechtic a mušketýr
- Jean-Baptiste Camille Corot, malíř
- Hortense Allart de Méritens, feministka a literátka
- Victor Hugo, spisovatel
- Paul Fort, básník
- Joseph Kessel, novinář
- Pierre Béarn, básník
- Pierre Brasseur, herec a režisér
- Jean Dunot, herec

## Památky
- kostel Sainte Trinité z 13. století
- Château de Montlhéry

## Partnerská města
- Stetten am kalten Markt, Německo